# بث إذاعي بتضمين التردد

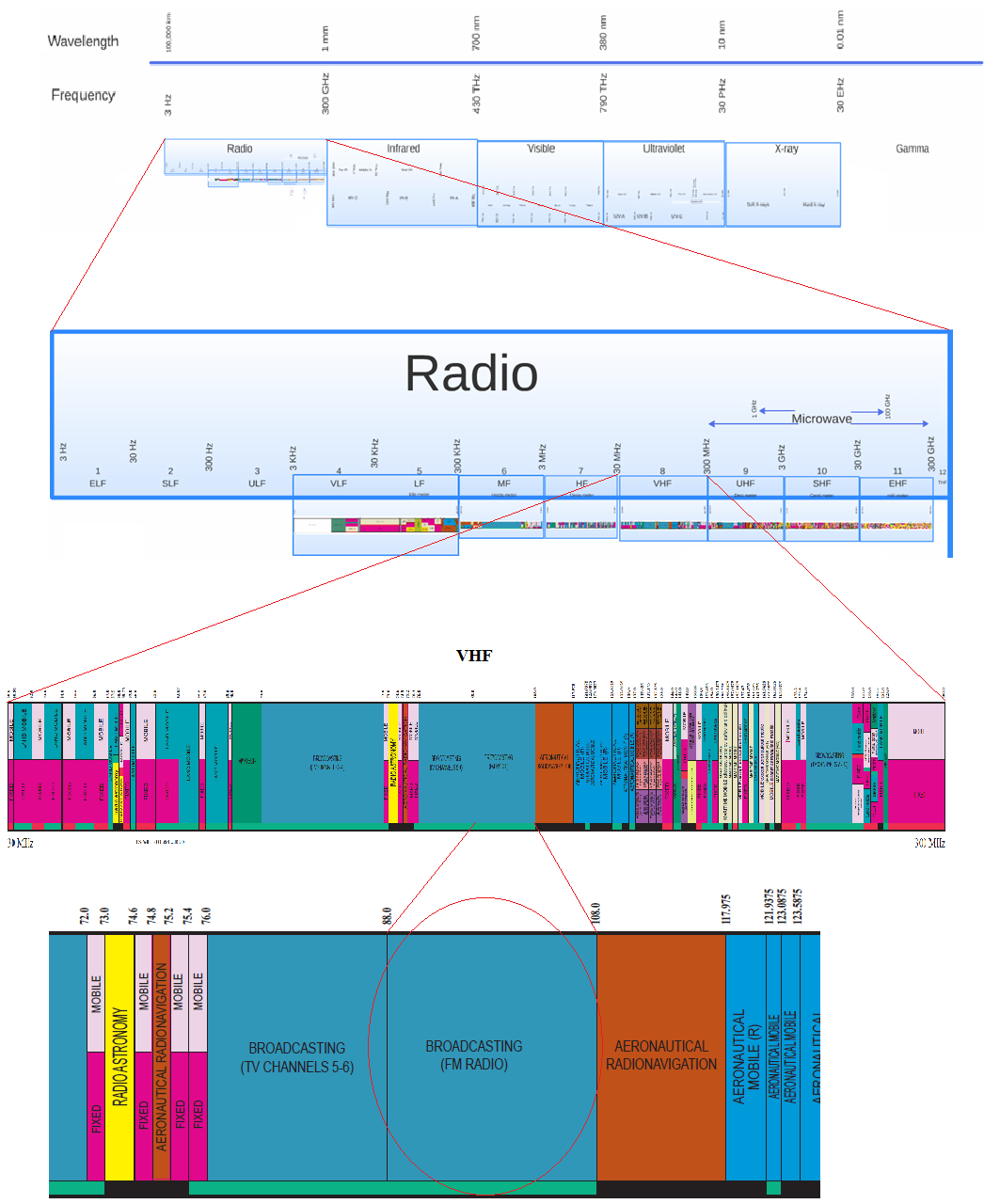
موجة أف أم

بث إذاعي بتضمين التردد (بالإنجليزية: FM broadcasting)‏ هي طريقة للبث الإذاعي عن طريق تضمين التردد. اخترعه المهندس الأمريكي إدوين آرمسترونغ عام 1933، ويستخدم تضمين التردد الواسع النطاق في جميع أنحاء العالم لتوفير صوت عالي الدقة عبر راديو البث. إن البث الإذاعي بتضمين التردد قادر على توفير دقة أعلى - أي إعادة إنتاج أكثر دقة لصوت البرنامج الأصلي - من تقنيات البث الأخرى، مثل البث الإذاعي بتضمين السعة (AM). كما أنه أقل عرضة لأشكال التداخل الشائعة، مما يقلل من الأصوات الساكنة والفرقعة التي تُسمع غالبًا في AM. لذلك، يُستخدم تضمين التردد لمعظم عمليات بث الموسيقى أو الصوت العام (في نطاق الصوت). تستخدم محطات راديو FM نطاقًا عالي التردد جدًا من ترددات الراديو.

## نطاقات البث
يقع نطاق البث FM في جميع أنحاء العالم ضمن تردد شديد الإرتفاع من الطيف الراديوي. عادةً ما يتم استخدام 87.5 إلى 108.0 ميجاهرتز، أو جزء منها ، مع استثناءات قليلة:
- في الجمهوريات السوفيتية السابقة ، وبعض دول الكتلة الشرقية السابقة ، يُستخدم النطاق الأقدم 65.8-74 ميجا هرتز أيضًا. الترددات المعينة هي على فترات 30 كيلو هرتز. يتم التخلص تدريجيا من هذا النطاق ، الذي يشار إليه أحيانًا باسم نطاق OIRT. عند استخدام نطاق OIRT ، يُشار إلى النطاق 87.5-108.0 ميجا هرتز على أنه نطاق CCIR.
- في اليابان ، يُستخدم النطاق 76-95 ميجاهرتز.

عادةً ما يكون تردد محطة إذاعة FM من مضاعفات 100 كيلو هرتز. في معظم أنحاء كوريا الجنوبية والأمريكتين والفلبين ومنطقة البحر الكاريبي ، يتم استخدام المضاعفات الفردية فقط. تتبع بعض الدول الأخرى هذه الخطة بسبب استيراد السيارات بشكل أساسي من الولايات المتحدة ، مع أجهزة راديو يمكنها ضبط هذه الترددات فقط. في بعض أجزاء أوروبا وغرينلاند وأفريقيا ، يتم استخدام المضاعفات فقط. في المملكة المتحدة ، يتم استخدام الفردي أو الزوجي. في إيطاليا ، تُستخدم مضاعفات 50 كيلوهرتز. في معظم البلدان ، يتم تحديد الحد الأقصى المسموح به لخطأ التردد للناقل غير المشكل ، والذي يجب أن يكون عادةً في حدود 2 كيلو هرتز من التردد المخصص.
هناك معايير أخرى للبث FM غير اعتيادية وقديمة في بعض البلدان ، مع مسافات غير قياسية من 1 و 10 و 30 و 74 و 500 و 300 كيلو هرتز. لتقليل التداخل بين القنوات ، تميل المحطات العاملة من نفس مواقع الإرسال أو القريبة جغرافيًا إلى الاحتفاظ بفاصل تردد 500 كيلو هرتز على الأقل حتى عندما يكون التباعد الأقرب للتردد مسموحًا تقنيًا. ينشر الاتحاد الدولي للاتصالات الرسوم البيانية لنسب الحماية التي تعطي الحد الأدنى من التباعد بين الترددات بناءً على قوتها النسبية. يمكن فقط لمحطات البث التي تحتوي على فواصل جغرافية كبيرة بما يكفي بين مناطق تغطيتها أن تعمل على نفس الترددات القريبة.